# Semantisches Primitivum
Der Begriff Semantische Primitiva ist ein linguistischer Ausdruck, der ein semantisches Phänomen der sprachtypologischen bzw. kontrastiven Linguistik behandelt. Es handelt sich dabei um empirisch belegte, universelle sprachliche Konzepte.

## Sprachliche Konzepte
Ein sprachliches Konzept ist die Art und Weise, wie Menschen die sprachliche und außersprachliche Welt zur Unterscheidung und Bezeichnung in Kategorien einteilen. Diese Konzepte unterscheiden sich zwischen den einzelnen Sprachen und Kulturen häufig stark voneinander. Ein gutes Beispiel für voneinander abweichende sprachliche Konzepte ist das deutsche Verb sein, das im Spanischen je nach konkretem Anlass durch die Verben ser, estar oder haber (hay) gebildet wird. Im Arabischen hingegen gibt es gar keine Hilfsverben wie sein.

## Einfache Ideen
Die Vorstellung von und die Suche nach universellen Konzepten, die alle bekannten Sprachen teilen, ist alt. Philosophen wie der deutsche Polyhistor Leibniz oder der französische Denker Descartes bezeichneten sie als einfache Ideen bzw. als das Alphabet des menschlichen Denkens. Der Fachausdruck Semantische Primitiva ist die aktuelle Bezeichnung für dieses Phänomen und wurde von der Sprachwissenschaftlerin Anna Wierzbicka eingeführt.

## Metasprache
Bereits gefunden wurden ca. 60 semantische Primitiva aus verschiedenen Gruppen, die wie eine Art Bedeutungsatome zusammengesetzt komplexere Gedanken ausdrücken können. Mit ihrer Hilfe erstellte Anna Wierzbicka eine Metasprache, die Natural Semantic Metalanguage, die es ermöglichen soll, sich sprachneutral über Unterschiede und Gemeinsamkeiten von Sprachen auszutauschen.

## Die semantischen Primitiva
| Gruppe               | Konzepte                                                                        | dt. Übersetzungen                                                                 |
| -------------------- | ------------------------------------------------------------------------------- | --------------------------------------------------------------------------------- |
| Substantive          | I, YOU, SOMEONE, PEOPLE, SOMETHING/THING, BODY                                  | Ich, Du, Jemand, Leute, Etwas/Ding, Körper                                        |
| Determinatoren       | THIS, THE SAME, OTHER                                                           | Dieses, Das Gleiche, Ein Anderes                                                  |
| Mengenangabe         | ONE, TWO, SOME, ALL, MANY/MUCH                                                  | Eins, Zwei, Einige, Alle, Viele                                                   |
| Bewertung            | GOOD, BAD                                                                       | Gut, Schlecht                                                                     |
| Beschreibung         | BIG, SMALL, (LONG)                                                              | Groß, Klein, (Lang)                                                               |
| Intensität           | VERY                                                                            | Sehr                                                                              |
| Geistige Tätigkeiten | THINK, KNOW, WANT, FEEL, SEE, HEAR                                              | Glauben/Meinen/Denken, Wissen, Wünschen, Fühlen, Sehen, Hören                     |
| Sprache              | SAY, WORD, TRUE                                                                 | Sagen, Wort, Wahr                                                                 |
| Aktionen             | DO, HAPPEN, MOVE                                                                | Tun, Geschehen, Bewegen                                                           |
| Existenz und Besitz  | THERE IS, HAVE                                                                  | Es gibt, Haben                                                                    |
| Leben und Tod        | LIVE, DIE                                                                       | Leben, Sterben                                                                    |
| Zeit                 | WHEN/TIME, NOW, BEFORE, AFTER, A LONG TIME, A SHORT TIME, FOR SOME TIME, MOMENT | Wann/Zeit, Jetzt, Vorher, Nachher, Lange Zeit, Kurze Zeit, eine Zeit lang, Moment |
| Raum                 | WHERE/PLACE, HERE, ABOVE, BELOW; FAR, NEAR; SIDE, INSIDE; TOUCHING              | Wo/Ort, Hier, Über, Unter, Fern, Nah, Seite, Innerhalb, Berühren                  |
| Logische Konzepte    | NOT, MAYBE, CAN, BECAUSE, IF                                                    | Nicht, Vielleicht, Können, Weil, Falls                                            |
| Zunahme, Steigerung  | MORE                                                                            | Mehr                                                                              |
| Klassifizierung      | KIND OF, PART OF                                                                | Eine Art von, Ein Teil von                                                        |
| Ähnlichkeit          | LIKE                                                                            | Wie                                                                               |